# Easy Serving Espresso

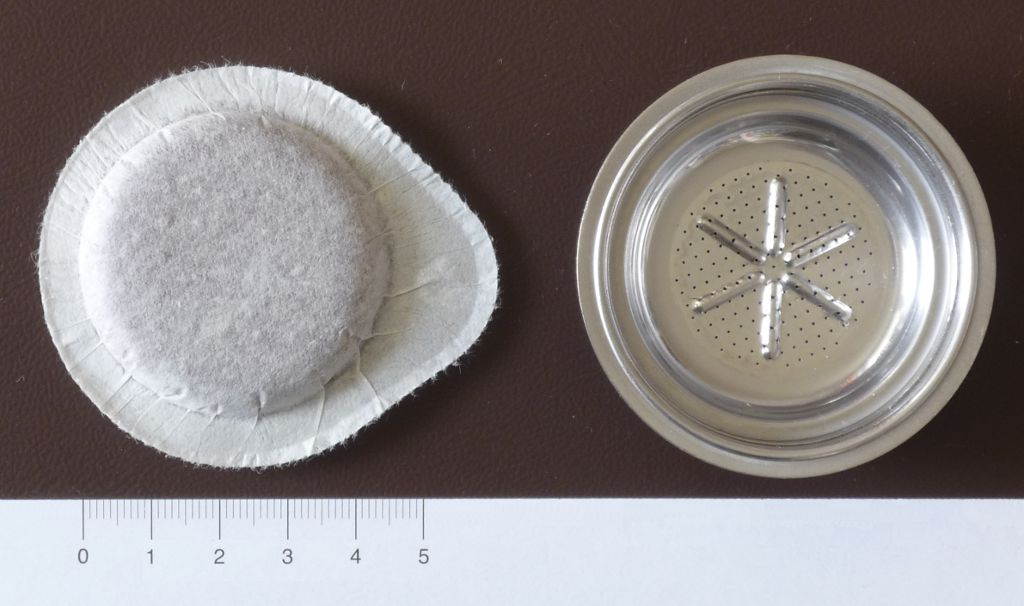
E.S.Eポッドとポルタフィルタ

easy serving espresso (E.S.E.) はイタリアのイッリカッフェが開発、特許を有するカフェ・ポッドの規格である。

## 概要
エスプレッソ用に焙煎し挽かれたコーヒー豆を1杯分相当の約7gずつ円形に整形した44mm径のコーヒーポッドで、形状が規定されているため、この規格に準じた機器、カフェ・ポッドが製造されている。

## 主なESE規格の機器メーカー
- サエコ
- デロンギ

## 主なESE規格のカフェ・ポッド販売者
- イリー
- タリーズコーヒー
- UCC上島珈琲
- 南青山マメーズ